# Jan z Pawii
Jan z Pawii, Jan de Sacchis, Jan Papia (ur. 1370, zm. 1434) – polski lekarz pochodzenia włoskiego. Był jednym z pierwszych profesorów medycyny w Krakowie. W 1425 roku został dziekanem i rektorem Uniwersytetu Jagiellońskiego. Jest autorem Statutu wydziału lekarskiego będącego najstarszym pomnikiem w dziejach polskiej medycyny.